# Jayyous
Jayyous (àrab: جيوس, Jayyūs) és una vila palestina de la governació de Qalqilya, a Cisjordània, situada prop de Qalqilya. Segons l'Oficina Central Palestina d'Estadístiques tenia 3.603 habitants el 2016. És una comunitat agrària.

## Història
A Khirbet Sir, just a l'est de Jayyous, s'hi ha trobat dues tombes excavades a la roca, amb un gran túmul amb terrasses excavades als costats i un bon pou d'aigua a sota. També s'hi ha trobat ceràmica de l'era romana d'Orient.

### Època otomana
Jayyous va ser incorporada a l'Imperi Otomà en 1517 amb tota Palestina, i el 1596 va aparèixer als registres fiscals com a part de la nàhiya de Bani Sa'b, al liwà de Nablus. Tenia una població de 24 llars i 6 solters, tots musulmans. Els vilatans van pagar impostos sobre blat, ordi, cultius d'estiu, oliveres, ingressos ocasionals, cabres i/o ruscs.
En 1882 el Survey of Western Palestine del Fons per a l'Exploració de Palestina va descriure Jiyus com un «poble de pedra de grandària moderada en una cresta, amb oliveres al Sud-est. Sembla ser un lloc antic, tenint tombes tallades en roca i antics pous d'aigua.»
Al segle xix i principis del XX el poble va ser dominat pel palestí el-Jayusah o el clan Jayyusi.

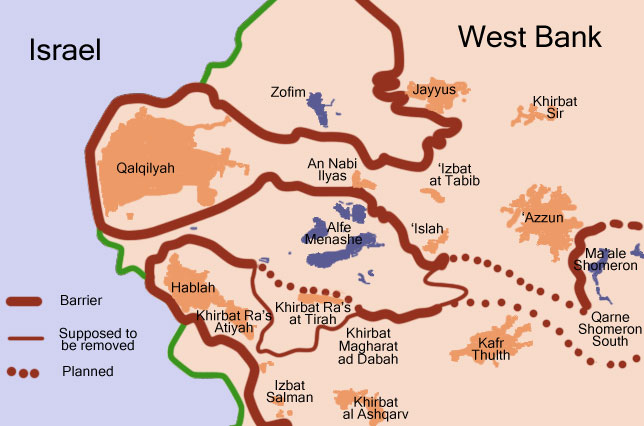
Porció de Cisjordània mostrant els enclavaments de Jayyous, Qalqilya i Hableh

### Època del Mandat Britànic
Segons el cens de Palestina organitzat en 1922 per les autoritats del Mandat Britànic Jaiyus tenia 433 musulmans, increamentats en el cens de Palestina de 1931 a 569 musulmans, en un total de 147 cases.
En 1945 la població de Jayyous consistia en 830 musulmans amb una àrea de terra de 12,571 dúnams segons un cens oficial de terra i població. D'aquests, 1.556 dúnams eren plantacions i terres de rec, 2.155 per a cereals, mentre que 22 dúnams eren sòl edificat.

### Després de 1948
Després de la de la Guerra araboisraeliana de 1948, i després dels acords d'Armistici de 1949, Jayyous va restar en mans de Jordània. Després de la Guerra dels Sis Dies el 1967, ha estat sota ocupació israeliana.
El poble està situat en una zona afectada directament pel Mur de Cisjordània i al voltant del 75 per cent de la terra agrícola del poble es troba a l'altre costat del mur. Per arribar a la seva terra, els agricultors necessiten utilitzar una de les dues portes, porta nord o sud o les portes número 943 i 979 respectivament. Les dues portes se suposen que estan obertes durant tres períodes curts al dia. El juny de 2005, les portes solien estar tancades, i els pagesos celebraven protestes regulars a les portes. A partir de febrer de 2007, les portes estan obertes només tres hores al dia, una hora cada matí, tarda i nit.
En 2002 Jayyous es va convertir en la primera vila a muntar una campanya no violenta amb la participació israeliana i internacional contra la construcció del mur i l'expansió dels assentaments a la seva terra. Segons The Financial Times el 50 per cent dels antigament pròspers vilatans ara depèn de l'ajuda alimentària estrangera perquè la seva terra agrícola ha estat tallada pel Mur. En gener de 2005 activistes de Ta'ayush junt amb els de Gush Shalom, el Comitè Israelià Contra la Demolició de Cases, Machsom Watch i Anarquistes Contra el Mur, juntament amb els residents de la vila palestina van començar a plantar centenars d'oliveres que havien portat ells a la parcel·la on les excavadores dels colons havien arrancat centenars d'oliveres. L'advocat Wiam Shbeyta, activista del moviment Ta'ayush, va dir
| « | "Malgrat les afirmacions de la policia i l'exèrcit, no reconeixem la propietat dels colons sobre aquesta terra. Aquesta terra pertany als pobladors de Jayyous i l'empresa" Geulat HaKarka "que està associada amb els colons se'n va fer càrrec amb la falsa afirmació que els la van vendre. La qüestió encara està pendent d'una revisió legal, i no permetrem que els colons dictin fets sobre el terreny, agafin les terres palestines i comencin a establir-ne un nou assentament." | » |

## Agermanaments
- Falkirk[17][18]